# ون امنیتی

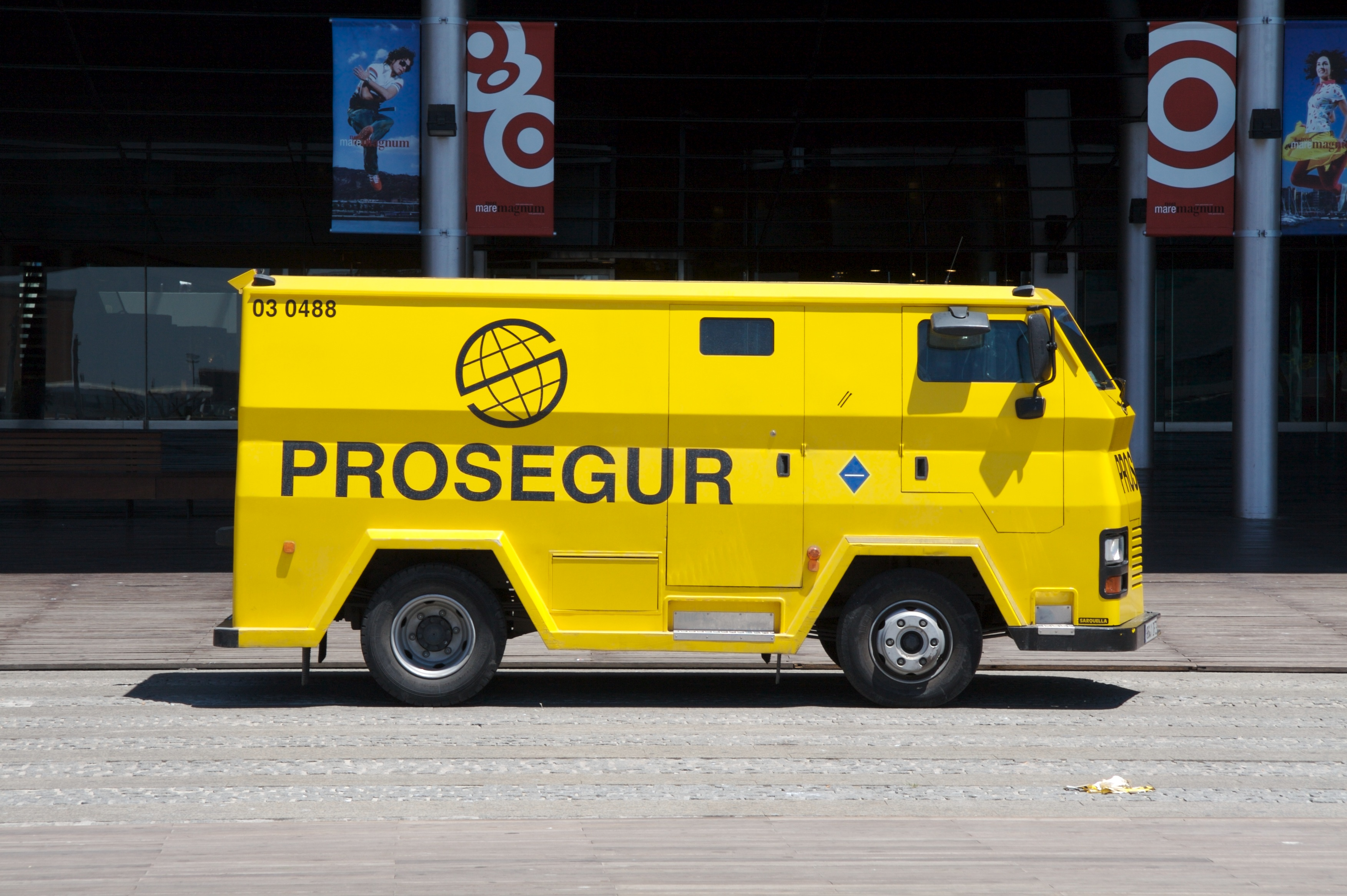
یک ون امنیتی Prosegur در بارسلونا

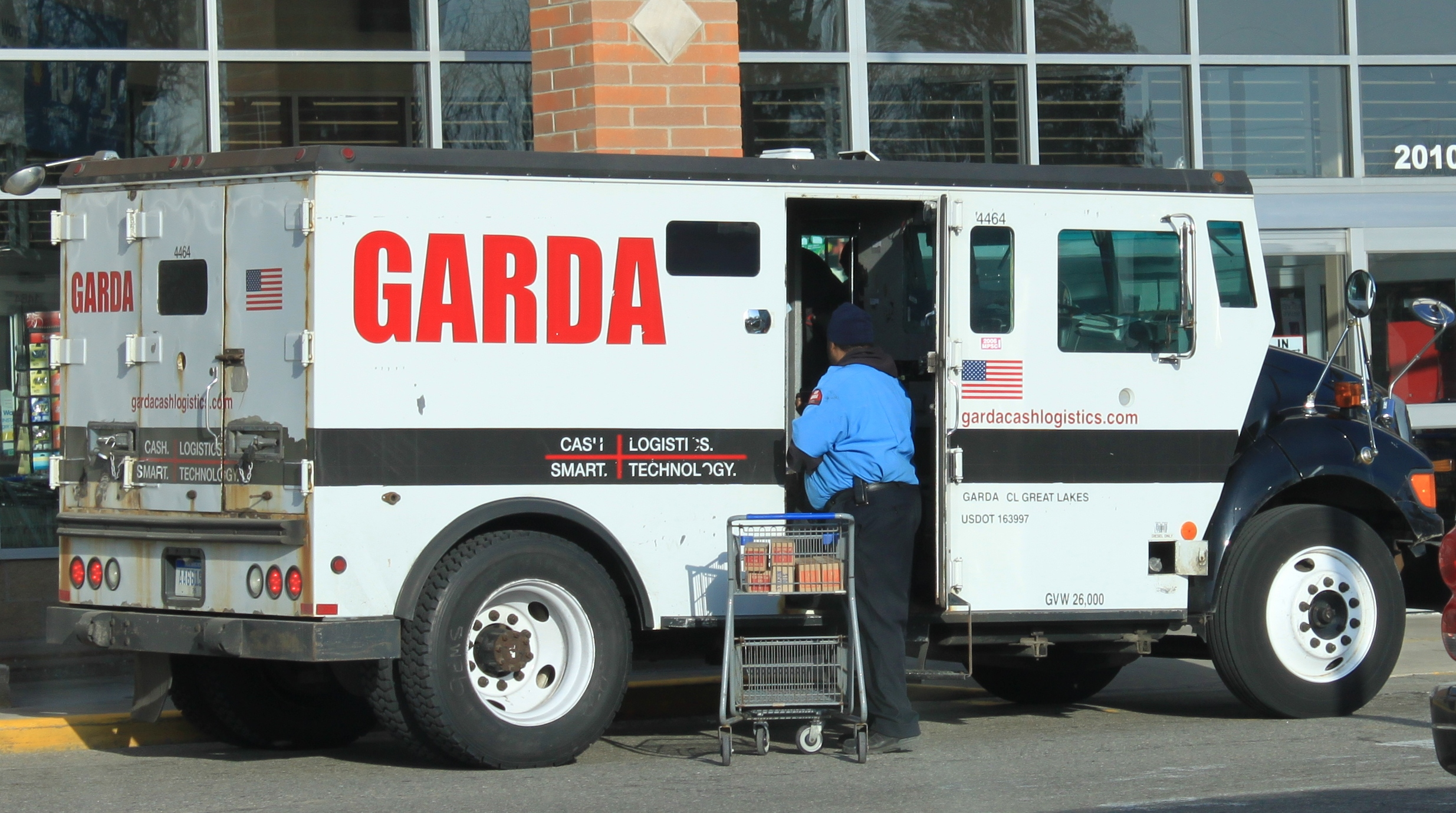
خودرو چرخ‌دار زره‌پوش Garda در Ypsilanti Township, میشیگان.

ون امنیتی یا کامیون امنیتی یا اتومبیل حمل پول، ون زرهی یا کامیونی زره‌پوش است که (معمولاً توسط بانکها و شرکتهای خرده فروشی) به منظور حمل و نقل پول یا اشیای با ارزش مورد استفاده قرار می‌گیرد. این خودروها وسایل نقلیه‌ای چند منظوره هستند که برای محافظت و اطمینان از رفاه افراد یا محتویات مورد حمل طراحی شده‌اند. آنها کاملاً ضد گلوله هستند و می‌توانند در برابر درجات حرارتی بسیار شدید مقاومت داشته باشند. ماهیت استفاده از این خودروها عمدتاً نظامی است، اما بسیاری از شرکت‌ها مانند مرسدس بنز، لکسوس، تویوتا، کادیلاک، و ب‌ام‌و خودروهای زره پوشی برای استفاده غیرنظامی ایجاد کرده‌اند که معمولاً برای محافظت از اشیاء با ارزش کاربرد دارند.